# Rosciate
Rosciate [ɾoˈʃ(ː)aːte] (Rossàt [ɾoˈsat] in dialetto bergamasco) è stato un comune della provincia di Bergamo.
Distante circa 6 chilometri dal capoluogo orobico, nel 1927 perse la propria autonomia amministrativa per effetto del regio decreto legge 17 marzo 1927. Attraverso la delibera del commissario prefettizio, il 30 aprile 1927 venne inoltrata la richiesta di riunificazione dei comuni di Scanzo e Rosciate; il 14 luglio dello stesso anno venne emanato il decreto di riunificazione e Rosciate si fuse con il vicino comune di Scanzo nell'entità, esistente, di Scanzorosciate.
Rosciate è una parrocchia,con la chiesa di Santa Maria Assunta dedicata a santa Maria Assunta, appartenente alla diocesi di Bergamo, la cui estensione territoriale è inferiore rispetto a quella del comune. Conta circa 1.400 abitanti.

## Etimologia
L'origine del termine “Rosciate” è stata oggetto di differenti interpretazioni. Secondo don Domenico Calvi, la località deve il proprio nome alla famiglia romana Roscia, presente anche nel bresciano. Fumagalli non condivide questa interpretazione, secondo la quale, a suo parere, Rosciate avrebbe potuto trarre il proprio toponimo anche dall'estensore della cosiddetta Lex Roscia che estese la cittadinanza romana gli abitanti del Nord Italia, e, sulla base del suffisso “-ate” che contraddistingue le località abitate dalle popolazioni celtiche, propende per l'origine celtica del nome; il termine “ros-”, sempre per il Fumagalli, deriverebbe invece dalla parola greca “Ροξ” (rox), “chicco d'uva”, pianta coltivata da tempo immemore sulle colline di Rosciate, da cui il termine “Rox-ate”, all'origine del toponimo, significherebbe “Villaggio dell'Uva”.

## Cronotassi dei sindaci di Rosciate
- Girolamo Pesenti - 1866
- Francesco Medolago, dal 1866 al 1878
- Luigi Ghirardelli, dal 1878 al 1887
- Luigi Grasseni, dal 1887 al 1891
- Giovanni Medolago, dal 1892 al 1914
- Giovanni Daina, dal 1914 al 1924
- Giuseppe Grasseni, dal 1924 al 1927

## Società

### Evoluzione demografica
Abitanti censiti (popolazione legale)

## Galleria d'immagini

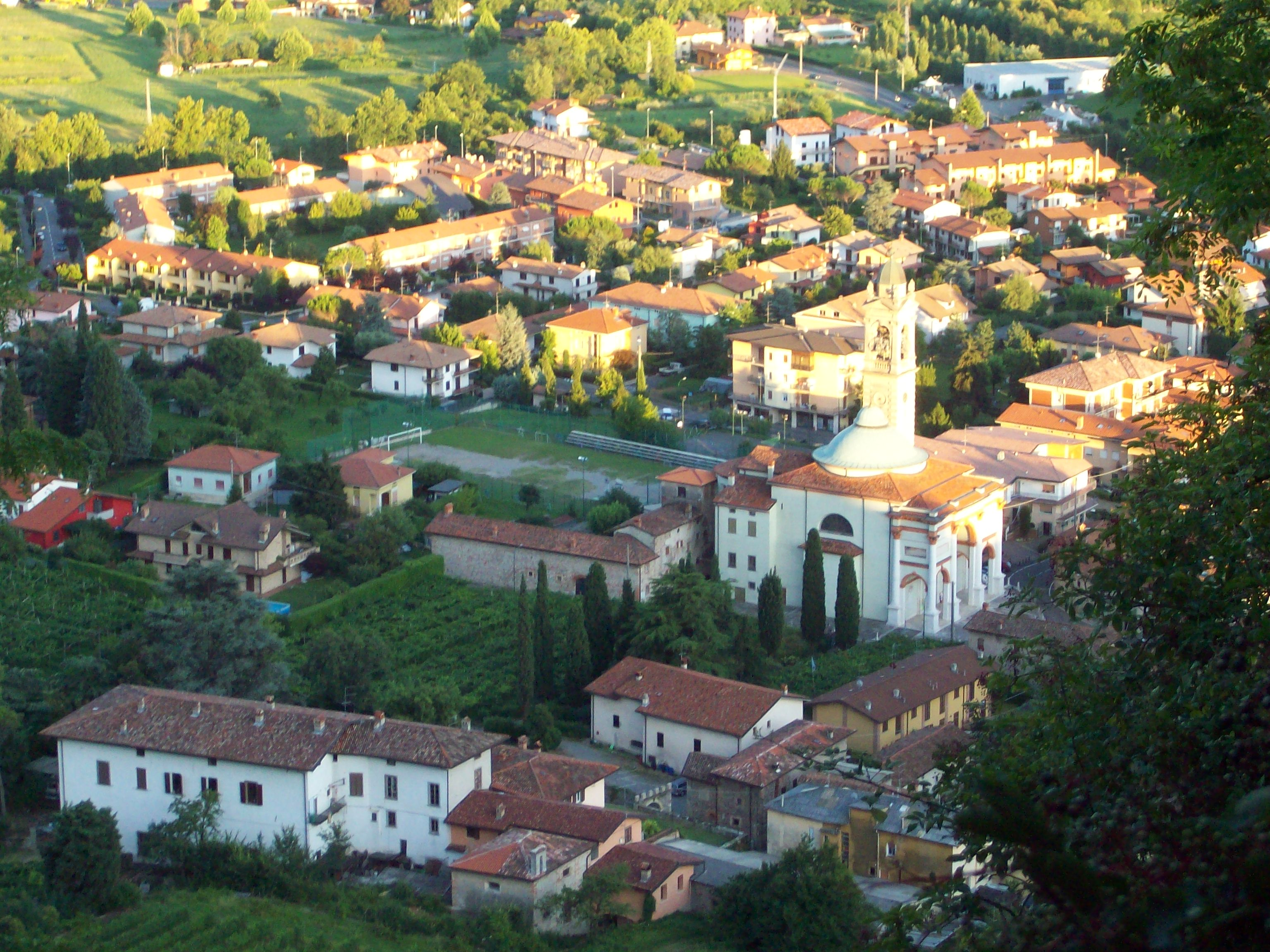
Vista dell'abitato di Rosciate
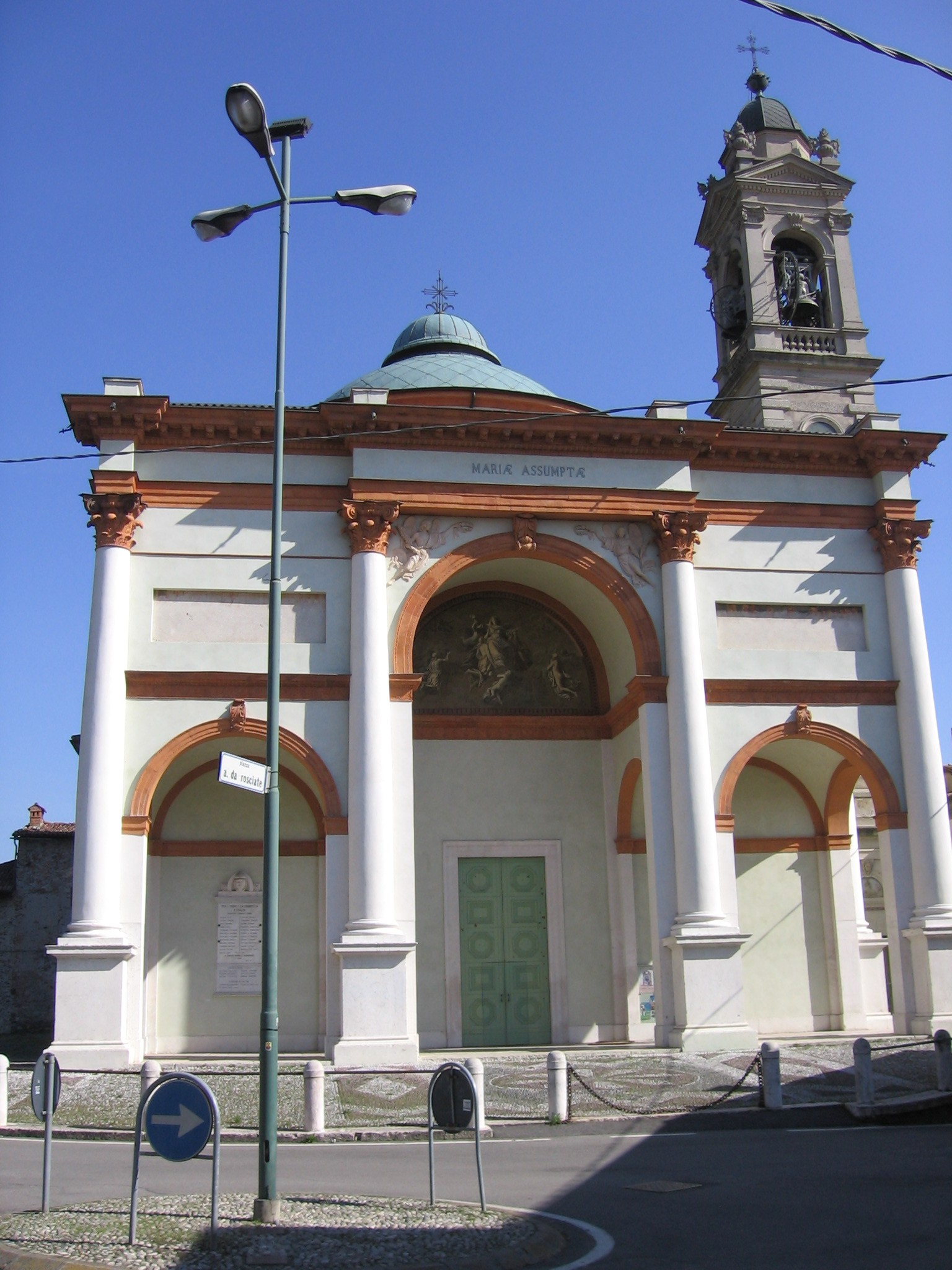
Chiesa prepositurale di S. Maria Assunta in Rosciate